# Second City derby
Second City derby é um clássico de futebol inglês entre os principais clubes da cidade de Birmingham, que são o Aston Villa Football Club e o Birmingham City Football Club. O nome do clássico se deve pela cidade de Birmingham ser a 2ª maior cidade da Inglaterra, ficando atrás apenas de Londres.

## História
Os clubes se enfrentaram pela primeira vez em 27 de setembro de 1879, quando o Birmingham City se chamava Small Heath Alliance. O jogo, em um campo na Small Heath's Muntz Street, descrito pelos jogadores do Villa como "adequado apenas para jogar peteca", terminou em 1 a 0 - registrado como "um gol e um gol disputado a zero" - para o time da casa. O Villa venceu o primeiro jogo competitivo entre os clubes, na Segunda Rodada da FA Cup em Wellington Road, em 1887, por quatro gols a zero, e seu primeiro confronto na liga, na Primeira Divisão na temporada 1894-95, por 2 a 1.
As duas equipes se envolveram em várias partidas muito disputadas. No jogo da liga de 1925 no Villa Park, com o time da casa vencendo por 3 a 0 a onze minutos do fim, os Blues marcaram três vezes em um período final dramático para empatar a partida. No ano seguinte, o Aston Villa ganhou as manchetes com a contratação de Tom "Pongo" Waring, e sua primeira aparição foi pelos reservas contra os reservas do Birmingham City, que atraiu uma multidão de 23.000 pessoas. Waring marcou três gols na partida.
O confronto mais significativo foi a final da Copa da Liga de 1963, realizada pouco tempo depois de o Aston Villa ter vencido o Birmingham City por 4 a 0 no campeonato. O Blues venceu por 3 a 1 no placar agregado na final de duas partidas, conquistando seu primeiro grande título nacional.
Durante o final da década de 1970 até o início da década de 1980, o Villa e o Blues se enfrentaram regularmente na Primeira Divisão e ambas as equipes tiveram alguns sucessos memoráveis no jogo. Em 1980-81, o Villa venceu o Blues e conquistou o título da Primeira Divisão. O Blues marcou uma memorável vitória por 3 a 0 em St Andrew's Stadium no primeiro confronto após o triunfo do Villa na Taça dos Clubes Campeões Europeus de 1981–82. Ambas as equipes entraram em declínio imediatamente. Os Blues venceram por 3 a 0 em uma batalha contra o rebaixamento no Villa Park em março de 1986, mas foram rebaixados no final daquela temporada. O Villa seria rebaixado na temporada seguinte. A próxima vez que o Villa enfrentou o Blues em um jogo da liga no Villa Park foi novamente na Segunda Divisão, com uma vitória do Blues por 2 a 0. No jogo em que o Birmingham jogou como mandante, em St. Andrew's, o Villa venceu por 2 a 1, com ambos os gols marcados por Garry Thompson. Os dois times só se enfrentariam novamente na década de 1980 em competições de copa. O Villa venceu por 7 a 0 no placar agregado quando se enfrentaram duas vezes na Copa da Liga de 1988-89. Na mesma temporada, o Villa também venceu o confronto pela Full Members Cup por 6 a 0.

### Era Premier League
Após a criação da Premier League, o Aston Villa e o Birmingham City se enfrentaram duas vezes na segunda rodada da Copa da Liga Inglesa de 1993-94. O Villa venceu as duas partidas por 1 a 0. O jogo em St Andrew's foi resolvido com um gol de Kevin Richardson depois que o goleiroMark Bosnich defendeu um pênalti cobrado por John Frain para manter o jogo em 0 a 0. A segunda partida, no Villa Park, foi marcada pelo gol da vitória de Dean Saunders, do Villa, e pelo cartão vermelho de Paul Tait, do Blues. O Villa acabou conquistando o troféu.
A promoção do Blues à Premier League em 2002 fez com que os torcedores aguardassem ansiosamente os primeiros clássicos da liga em 15 anos. O Blues venceu os dois clássicos por 3 a 0 e 2 a 0, respectivamente. Em ambas as partidas, o goleiro do Villa, Peter Enckelman, cometeu erros, inclusive um gol marcado diretamente de um lançamento de Olof Mellberg. A violência entre os dois grupos de torcedores ocorreu antes de ambas as partidas, pois o horário de início da noite permitiu que os torcedores se embriagassem ao longo do dia. Em março de 2003, durante o jogo no Villa Park, dois jogadores do Villa foram expulsos: Dion Dublin, por uma cabeçada em Robbie Savage, do Blues, e Joey Guðjónsson, por uma entrada imprudente com os dois pés em Matthew Upson. Também houve problemas após o jogo em Witton Lane, fora do Villa Park, onde mísseis foram atirados contra a polícia que tentava manter os dois grupos de torcedores separados.
Na temporada 2003–04 da Premier League, os jogos terminaram com empates em 0 a 0 e 2 a 2. No empate em 2 a 2, o Blues recuperou uma desvantagem de dois gols graças ao gol de empate de Stern John aos 90 minutos. Ambos os jogos foram iniciados na hora do almoço para evitar o comportamento de embriaguez, o que foi conseguido, embora os jogos não tenham perdido nada de sua paixão. Na temporada seguinte, os Blues voltaram a vencer, com uma vitória por 2 a 1 no Villa Park, pouco antes do Natal, e por 2 a 0 em casa, em março, com o goleiro do Villa, Thomas Sørensen, cometendo erros em ambas as partidas, embora seja discutível se seus erros afetaram diretamente os respectivos resultados. Na temporada 2005–06, o Villa finalmente venceu o Blues na Premiership, graças a um gol de Kevin Phillips. Em seguida, houve outra vitória do Villa em 16 de abril de 2006, domingo de Páscoa, com o Aston Villa vencendo por 3 a 1 graças a dois gols de Milan Baroš e um chute de bicicleta de Gary Cahill. O Blues foi rebaixado em 2006, mas posteriormente promovido em 2007.
Em novembro de 2007, o Villa venceu seu terceiro derby consecutivo com uma vitória por 2 a 1 no St Andrew's. O ex-zagueiro do Villa,Liam Ridgewell, marcou um gol contra para colocar o Villa em vantagem de 1 a 0. O Blues empatou com Mikael Forssell, mas Gabriel Agbonlahor marcou de cabeça para o Villa, depois de ter se livrado de marcar o gol contra segundos antes. Ocorreram confrontos violentos do lado de fora do campo após o jogo, nos quais mais de 20 policiais ficaram feridos. O clássico de 20 de abril de 2008 entre os dois times terminou com uma vitória de 5 a 1 para o Aston Villa no Villa Park, a maior margem de vitória para ambos os lados em um jogo da liga em 40 anos.
O Villa continuou sua trajetória vitoriosa no clássico, quando venceu os dois confrontos entre os clubes na temporada 2009–10 da Premier League. O primeiro aconteceu em 13 de setembro de 2009, em St. Andrew's, e terminou em 1 a 0 para o Aston Villa, com Agbonlahor marcando o gol da vitória aos 85 minutos do segundo tempo. Em seguida, o Villa derrotou o Blues por 1 a 0 no Villa Park, graças a um pênalti contestado de James Milner aos 82 minutos do segundo tempo. Essa foi a terceira vez em quatro clássicos que o Villa marcou o gol da vitória nos 10 minutos finais do jogo. O Villa também possui o recorde de seis vitórias consecutivas de 1987 a 1993, incluindo cinco jogos de copa. Esse recorde foi alcançado na Premier League depois que o Villa venceu o Blues por 1 a 0 em 25 de abril de 2010, estabelecendo um recorde de seis vitórias consecutivas na liga de 2005 a 2010. O recorde foi finalmente encerrado na partida seguinte do clássico, em 31 de outubro de 2010, que resultou em um empate em 0 a 0 no Villa Park. A partida de volta no St Andrew's também terminou empatada, em 1 a 1.
Nos jogos de outubro e dezembro de 2010 em que o Aston Villa enfrentou o Birmingham City, no Villa Park (Premier League, 31 de outubro) e no St. Andrew's (Copa da Liga, 1º de dezembro, que foi o primeiro jogo no meio da semana entre os dois times desde 2003), houve violência entre os dois grupos de torcedores e empresas de hooligans, com muitos torcedores sendo presos. No primeiro jogo, houve cenas de violência do lado de fora do Villa Park e houve um pequeno número de prisões, incluindo um chefe de clube do Birmingham City. No segundo dos dois jogos (e com violência em maior escala), depois que os Blues venceram o Villa por 2 a 1, os torcedores do Blues entraram em campo e confrontaram com os torcedores visitantes do Villa, o que resultou em sinalizadores, assentos arrancados e outros projéteis lançados pelos torcedores do Villa contra os torcedores do Blues. Mais tarde, o Birmingham City foi multado em £40.000 pela Football Association por não ter conseguido controlar seus torcedores.
Em 10 de abril de 2011, um episódio de Police Academy UK, um programa de TV exibido na BBC Three que documenta a introdução de policiais estrangeiros ao crime e ao policiamento britânico, foi ambientado em Birmingham e cobriu a violência ocorrida no jogo entre o Birmingham City e o Aston Villa em 1º de dezembro de 2010.
Em 17 de junho de 2011, o técnico do Birmingham City, Alex McLeish, trocou o Blues pelo Villa em uma ação que chocou o mundo do futebol. A reação de ambos os grupos de torcedores foi de raiva. Os torcedores do Blues estavam irritados com McLeish, que os conduziu à conquista de apenas seu segundo troféu importante em fevereiro de 2011, por traí-los para se juntar ao rival Villa, e os torcedores do Villa estavam insatisfeitos com a nomeação de um técnico que havia rebaixado o Blues duas vezes em quatro temporadas e que era visto como praticante de um estilo de futebol negativo; o fato de ele ter vindo do Blues só serviu para colocar sal na ferida da diretoria ao fazer uma nomeação tão pouco ambiciosa e negativa. Várias centenas de torcedores do Villa protestaram no Villa Park quando se soube que o proprietário do Villa, Randy Lerner, havia iniciado conversas com McLeish. McLeish recebeu ameaças de morte de torcedores de ambos os times após sua nomeação como técnico do Aston Villa. Essa medida controversa só aumentou ainda mais a tensão e a hostilidade entre os jogadores, torcedores e proprietários de ambos os clubes, já que os diretores do Blues ameaçaram mover uma ação legal contra o Villa por supostamente "grampear" McLeish, que renunciou ao cargo de técnico do Blues em 12 de junho de 2011, quando ainda tinha contrato com o Birmingham City. A nomeação de McLeish marcou a primeira vez na história em que um técnico foi transferido diretamente do Birmingham City para o Aston Villa.  Em 14 de maio de 2012, um dia após o término da temporada 2011–12 da Premier League, McLeish foi demitido do cargo de técnico do Villa após uma temporada extremamente decepcionante no comando do clube.

### Era Championship
Depois de ser rebaixado em 2011, o Birmingham ainda não conseguiu ser promovido de volta à primeira divisão do futebol inglês. No entanto, desde que Alex McLeish foi demitido do cargo de técnico do Villa, a má fase do time continuou. Apesar de várias mudanças de técnico ao longo dos anos seguintes, depois de várias tentativas, o time foi finalmente rebaixado no final da temporada 2015–16. No início da temporada 2015-16, as duas equipes foram sorteadas para jogar entre si na terceira rodada da Copa da Liga. O Aston Villa venceu por 1 a 0 graças a um gol de Rudy Gestede. Na temporada 2016–17, as duas equipes se enfrentaram na segunda divisão do futebol inglês pela primeira vez desde 1987. O primeiro jogo em St. Andrew's terminou em um empate de 1 a 1. O Villa venceu a segunda partida por 1 a 0 com um gol aos 69 minutos do segundo tempo marcado por Agbonlahor. Os dois times voltaram a se enfrentar na liga durante a temporada 2017–18, produzindo um péssimo empate em 0 a 0 no St Andrew's Stadium, marcado por torcedores do Birmingham atirando badalos de papelão nos jogadores do Villa durante todo o jogo, antes de o Villa fortalecer enfaticamente sua superioridade no Derby com uma vitória por 2 a 0 diante de 41.232 espectadores no Villa Park. Alguns torcedores acreditavam que esse jogo representava o amadurecimento de Jack Grealish, torcedor do Villa e morador da cidade, que fez uma exibição digna de craque da partida. As equipes se enfrentaram em 25 de novembro, em um dos jogos de derby mais emocionantes dos últimos tempos. O Villa venceu por 4 a 2, com gols de Jonathan Kodjia, Jack Grealish, um pênalti convertido por Tammy Abraham e Alan Hutton, que correu metade do campo para marcar; Kristian Pedersen e Lukas Jutkiewicz marcaram para o Birmingham.
Em 10 de março de 2019, um torcedor do Birmingham City invadiu o campo durante o jogo do 2º turno em St. Andrew's e agrediu o capitão do Aston Villa, Jack Grealish, no gramado, dando-lhe um soco na cabeça por trás, o que foi considerado "vergonhoso e covarde" pelos torcedores de ambas as equipes. O homem foi preso e acusado pela polícia de West Midlands. Como resultado, a segurança do St Andrew's foi criticada. O jogo terminou de forma irônica com a vitória do Aston Villa por 1 a 0, com Grealish marcando o gol da vitória. No final da mesma temporada, o Villa foi promovido ao vencer dez partidas consecutivas, incluindo aquele jogo. Desde então, esse jogo muito disputado não foi mais disputado entre os dois rivais.

## Títulos
- Atualizado até 03 de junho de 2023

| Competições internacionais | Aston Villa | Birmingham City |
| -------------------------- | ----------- | --------------- |
| Mundial de Clubes da FIFA  | 0           | 0               |
| Liga dos Campeões da UEFA  | 1           | 0               |
| Liga Europa da UEFA        | 0           | 0               |
| Recopa Europeia da UEFA    | 0           | 0               |
| Supercopa da UEFA          | 1           | 0               |
| Copa Intertoto da UEFA     | 1           | 0               |
| Competições nacionais      | Aston Villa | Birmingham City |
| Campeonatos Inglês         | 7           | 0               |
| Copa da Inglaterra         | 7           | 0               |
| Copa da Liga Inglesa       | 5           | 2               |
| Copa de Membros Ingleses   | 0           | 0               |
| Supercopa da Inglaterra    | 1           | 0               |
| 2ª Divisão Inglesa         | 2           | 5               |
| 3ª Divisão Inglesa         | 1           | 0               |
| EFL Trophy                 | 0           | 2               |
| Total                      | 26          | 9               |